# تكرارية
التكرارية  قابلية التكرار أو موثوقية الاختبار هي مدى قرب الاتفاق بين نتائج القياسات المتتالية لنفس القياسات التي أجريت في ظل نفس شروط القياس. بعبارة أخرى، يتم أخذ القياسات بواسطة شخص واحد أو أداة واحدة في نفس البند، تحت نفس الظروف وفي فترة زمنية قصيرة.
يتم تحديد معيار معين للقابلية كلما كان صغيرا كلما كان التشتت أقل وبالتالي نظام أفضل. يتم استخدام التقنية في الأجهزة الطبية وأنظمة الأتمتة الصناعية فعلى سبيل المثال لدى سيرفو شركة نايلاب قابلية تصل إلى 0.5 سم (0.002 مم).

## الشروط
يجب أن تتحقق الشروط التالية في إنشاء التكرار:
- نفس الأدوات التجريبية.
- نفس المراقب.
- نفس أداة القياس وتستخدم في ظل نفس الظروف.
- نفس الموقع.
- التكرار على مدى فترة قصيرة من الزمن.
- نفس الأهداف.

تم تطوير أساليب التكرار من قبل بلاند وآلتمان عام 1986.
يعتبر معامل التكرار مقياس دقيق للقيمة التي يمكن أن تكون الفرق المطلق بين نتائج الاختبار المتكررتين مع احتمال 95٪. يعتبر الانحراف المعياري في ظل ظروف التكرار جزءا من الدقة.

## تحليل السمات وفقا لقواعد البيانات
يتم تصميم تحليل السمات لتقييم تأثير التكرار على دقة حيث إنها تسمح للمحلل بفحص الإجابات القادمة من النظام عدة مرات. على سبيل المثال، في أنظمة الأتمتة الصناعية عند استخدام السيرفو يتم قياس مدى دقة المحرك عند الاصطدام بالجهاز مرارا وتكرارا ومقارنتها بالقيمة الأصلية.